# Rue du Colonel-Driant
Pour les articles homonymes, voir Driant.
La rue du Colonel-Driant est une voie du 1er arrondissement de Paris, en France.

## Situation et accès
Longue de 262 mètres, orientée ouest-est, elle commence rue du Louvre et finit au 8, rue de Valois.
Le quartier est desservi par les lignes de métro 1 et 7 à la station Palais-Royal - Musée du Louvre.

## Origine du nom

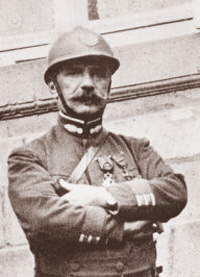
Émile Driant.

Elle porte le nom du colonel Émile Driant (1855-1916).

## Historique
Le percement de la rue entre la rue Jean-Jacques-Rousseau et la rue Croix-des-Petits-Champs est déclaré d'utilité publique par décret le 16 décembre 1915. Le prolongement à l'ouest jusqu'à la rue de Valois est déclaré d'utilité publique par décret le 17 avril 1928. La première section prend son nom actuel par arrêté le 4 février 1926 et la seconde par un autre arrêté le 14 février 1947.
Le percement de la partie comprise entre la rue des Bons-Enfants et la rue de Valois a nécessité la démolition de la chancellerie d'Orléans. À l'origine, cette rue devait relier la bourse de commerce de Paris à l'avenue de l'Opéra à travers le Palais royal, mais le projet n'a jamais été réalisé.

## Bâtiments remarquables et lieux de mémoire
- No 1-3, donnant sur la place des Deux-Écus : immeuble achevé en 1954 par l'architecte Émile Molinié à la toute fin de sa carrière : il était alors âgé de 87 ans. La même année, il bâtissait l'avenue Myron-Herrick dans un style parfaitement semblable.

## Pour approfondir